# 足浮梨ナコ
足浮 梨ナコ（あしう りなこ、2005年11月8日 - ）は、日本の女性アイドル、シンガーソングライター。

## 略歴
元々はグループのアイドルをやりたかったが、「自分の着たい衣装を着てやりたい曲をやったほうが楽しそう！」という理由で、GarageBandで曲作りを始め、3か月で10曲ほどできた段階で「南波一海のアイドル三十六房」（タワレコTV）に出演希望のメールを送る。当時中学3年生ということで時間の関係もあり番組出演はできなかったものの、2020年5月の同番組で楽曲を紹介したところ反響があり、南波一海がロフト系列のライブハウスで開催している「南波一海のヒアヒア」に5月17日はリモートで出演、6月21日には無観客ではあるが初の人前でのライブ（LOFT9 Shibuya）を行う。
2020年7月4日、南波を進行に迎え、観客と一緒に足浮のCD（『あばれんぼう、少女』）を作るイベント「"足浮学校"〜みんなで足浮梨ナコのCDを作る会〜」をLOFT9 Shibuyaで開催。これが有観客での初ライブとなる。
2020年12月28日に配信された「南波一海のアイドル三十六房 年忘れ!R-グランプリ 2020」にて、『あばれんぼう、少女。』がR-グランプリを受賞。2021年4月1日に行われた授賞式で番組初出演を果たした。
2021年4月11日、ミスiD2021にてエンジェル賞を受賞。足浮曰く、ミスiDで映画『RENT/レント』に出てくるエンジェルの話をしたところ、エンジェル賞が貰えたとのこと。
2021年11月10日、TRASH-UP!! RECORDSより初の全国流通盤となるシングル「烏」をリリースする。

## 人物・エピソード
2021年10月11日、noteで自らがクィアであることを公表した。ミスiD2022でエンジェル賞を受賞した遊楽木節子（innes）は足浮と出会ったことで、自らもクィアであることを公表しようと思い立ったという。「梨ナコ 節子 ウチらの放課後トーク」（ツイキャス）を配信している他、2人でのイベントを開催している。

## 作品

### シングル
| # | 発売日         | タイトル | 収録曲                  | 備考 |
| - | -------------- | -------- | ----------------------- | ---- |
| 1 | 2021年11月10日 | 烏       | 1. 烏 2. pe-su 3. FLYゐ |      |

### アルバム
| # | 発売日        | タイトル               | 収録曲 | 備考 |
| - | ------------- | ---------------------- | --- | --- |
| 1 | 2020年7月19日 | あばれんぼう、少女。   | 1. Let's ダンゴムシ 2. 心は3さい 3. 俺、一生少年説 4. Bee!! NEXT!!! 5. mosimo 6. 宇宙人の女の子 7. るの文字 8. SURANPU 9. 熟年夫婦 10. ネックレス 11. 3：23 12. りなこといっしょ(DEMO) 13. 俺、一生少年説2 14. アシメ 15. プレパラート山田                   | タワーレコード限定 CD-R CD-Rが300枚完売したため、プレス盤（『起☆あばれんぼう、少女』）が2021年6月27日に発売 |
| 2 | 2021年2月17日 | 大五郎                 | 1. すてtigai 2. 烏 3. pe-su 4. 通勤行進曲 5. よくある恋愛邦ロック 6. あゝ友よ 7. メスライオン 8. #ぼくらはここにいる 9. ディスコミュニケーション 10. あり 11. ミットナイト 12. (すれちがい)                                                                  | タワーレコード限定 CD-R                                                                                     |
| 3 | 2021年8月21日 | 脳内妄想ギャラクティカ | 1. 月 2. ROTTENFLOWER 3. #ハブのせいだ 4. 宇宙人の女の子 5. 悪役だって 脳内ver 6. 悪役だって ギャラクティカver 7. 肉まんは月の石らしい 8. あたしとゆう星に願いを! 9. 頭でっかい人 10. 【注】これを聞くと宇宙にワープします 11. Milky Way ～天の川～ 12. 日食 | タワーレコード限定 CD-R                                                                                     |

## メディア出演

### 雑誌
- 情況（2023年夏号）「大阪地裁同性婚判決に不服申し上げた16歳シンガーソングライターが伝えたかったこと」中村眞大